# Chiesa di San Nicola (Löbau)
La chiesa parrocchiale di San Nicola è una delle più antiche chiese della cittadina sassone di Löbau, in Germania.

## Storia e descrizione

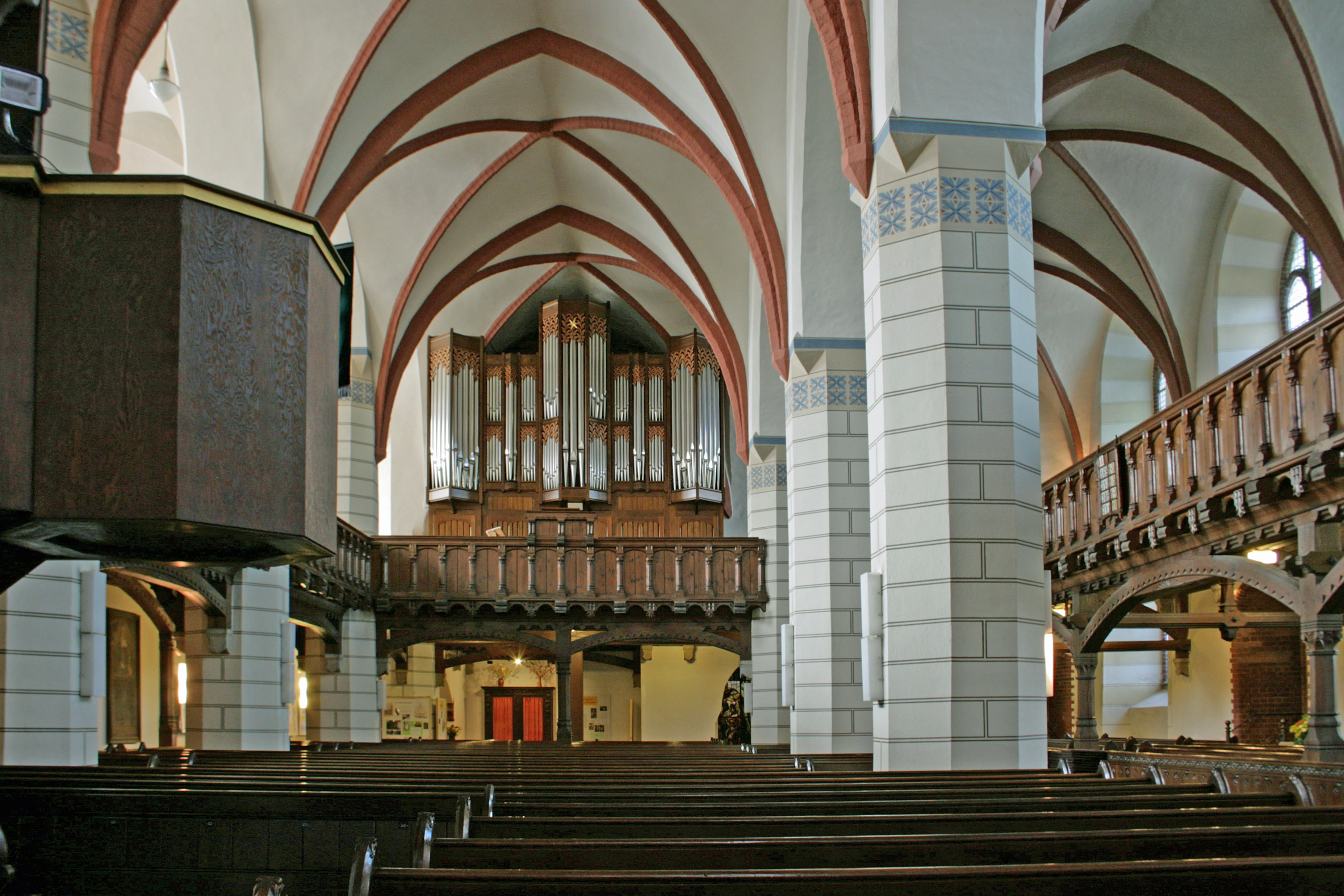
L'interno della chiesa di San Nicola

La prima menzione della chiesa su documenti ufficiali risale al 20 dicembre 1293. Allora era probabilmente una chiesa in stile romanico a navata unica, con inserito il coro. Verso la fine del XIII secolo coro e cripta sotto la campata orientale furono ampliati e la chiesa ristrutturata come chiesa a sala a due navate in stile gotico. Tre pilastri a sezione ottagonale  sostengono la volta a crociera. Il campanile è alto 83,5 m.
Dal 1739 al 1742 fu aggiunta alla chiesa, dal lato meridionale, una terza navata, poiché allora la comunità ecclesiale di Niedercunnersdorf appartenne alla chiesa di San Nicola. Inoltre venne eretta la torre ovest.
Con il restauro del 1884/1885, opera dell'architetto Gotthilf Ludwig Möckel la chiesa perde il suo pregiato allestimento interno. Tra l'altro i matronei, abbelliti da cinque colonne, sono da allora scomparsi. 

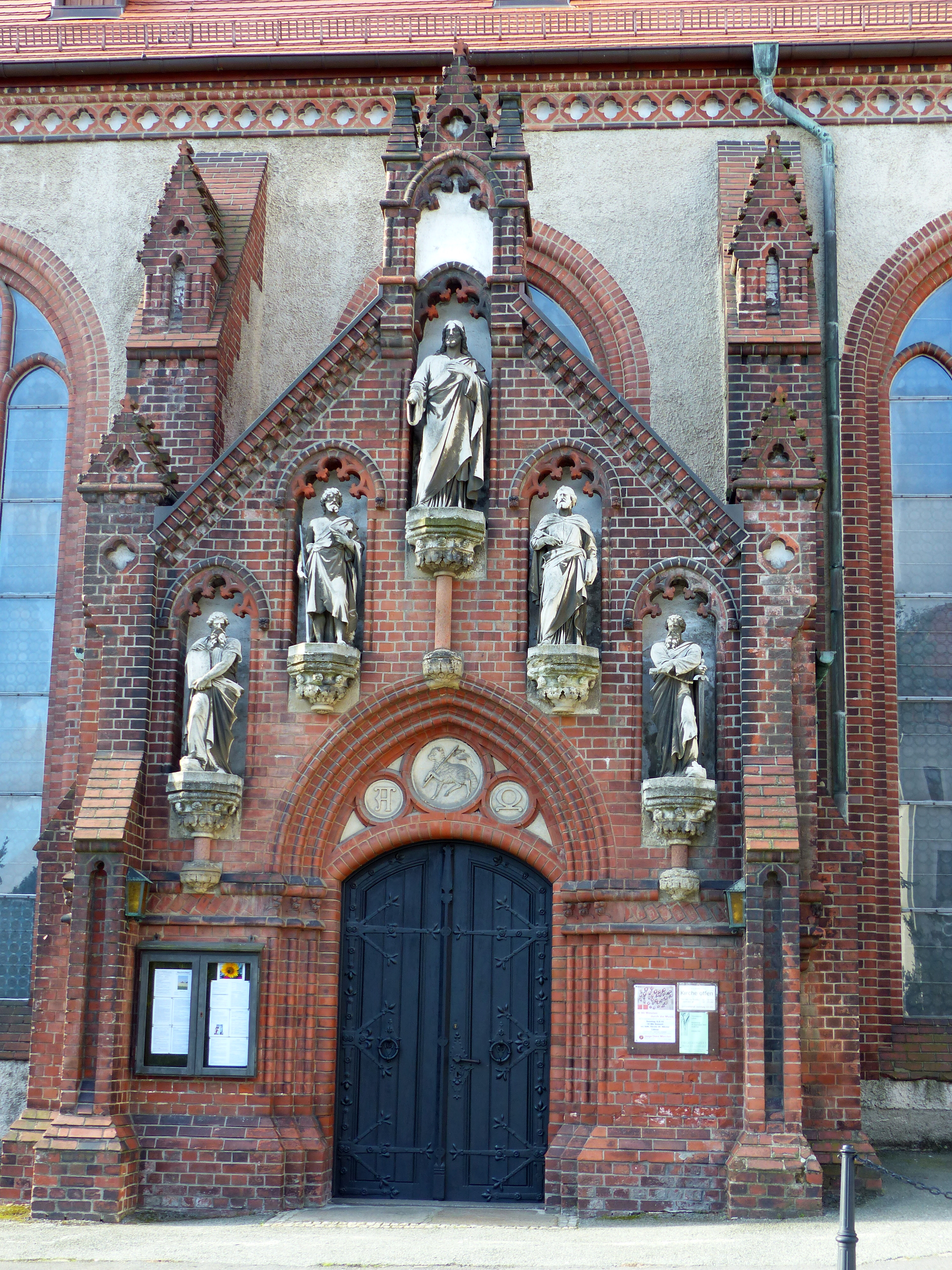
Portale della chiesa di San Nicola

Negli anni 1933/1934 l'architetto di Dresda, Carl Richter, realizzò la ristrutturazione degli spazi dell'altare, del coro e del pulpito.
Negli anni 1980 vennero attuate ulteriori misure di ammodernamento. 

## Altare
L'altare in pietra dedicato alle undici vergini fu rimpiazzato nel 1885 con uno nuovo, i cui gradini, mensa e parete posteriore sono in pietra arenaria.
L'alzata in legno di quercia mostra l'Ultima Cena e fu realizzata avendo come modelli gli altari della chiesa di San Giacomo a Neustadt in Sachsen.

## Organo
Il primo organo fu installato nel 1520.
Nel 1615 esso fu sostituito da un altro nuovo, con la spesa di 1.000 talleri, che fu a sua volta sostituito nel 1884. Nel 1935, in occasione di un'ampia ristrutturazione, l'organo fu dotato di trasmissione elettropneumatica. Nel 1992, poiché anche quest'organo risultava ormai consumato, venne sostituito da un altro, che tuttavia utilizzò alcune parti del precedente.